# Bernadotte Everly Schmitt
Bernadotte Everly Schmitt (* 19. Mai 1886 in Strasburg im Shenandoah County; † 23. März 1969 in Alexandria (Virginia)) war ein US-amerikanischer Historiker. Seine Forschungsschwerpunkt war der Erste Weltkrieg. Sein Buch: The Coming of the War, 1914 wurde 1930 mit dem George Louis Beer Prize und 1931 mit dem Pulitzer-Preis ausgezeichnet.

## Leben und Werk
Schmitt schloss ein Studium der Geschichte an der University of Oxford mit einem Master of Arts ab. An der University of Wisconsin–Madison erlangte er einen Ph.D. Er war ein Mitglied der Phi Beta Kappa.
A. C. Grayling schreibt, dass Schmitt seit einem Studienaufenthalt in Deutschland im Jahr 1906 eine germanophobe Einstellung entwickelt hätte. Sein Buch The Coming of the War, 1914 galt als Antwort auf die Arbeit von Sidney Bradshaw Fay. Jedoch konnte schon 1931 der Historiker Michael H. Cochran die Thesen von Schmitt weitestgehend widerlegen. Im Jahr 1941 forderte er die Reduzierung der deutschen Bevölkerung von 80 auf 50 Millionen Einwohner.

## Veröffentlichungen (Auswahl)
- England and Germany, 1740-1914 (1916)
- The Coming of the War, 1914 (1930)
- The Annexation of Bosnia, 1908–1909 (1937)

## Auszeichnungen
- 1931 George Louis Beer Prize
- 1931 Pulitzer-Preis
- 1938 Wahl in die American Academy of Arts and Sciences
- 1960 Präsident der American Historical Association
- 1942 Wahl in die American Philosophical Society